# Бальфур, Дэвид
Дэвид Бальфур (англ. David Balfour; 20 января 1903 — 11 октября 1989) — британский католический священник, позднее иеромонах Русской православной церкви, архимандрит Элладской православной церкви, сотрудник MI6, дипломат и византинист. Адресат писем выдающегося духовного писателя-подвижника, архимандрита Софрония (Сахарова). Командор ордена Британской империи (1960).

## Биография
Дэвид Бальфур родился 20 января 1903 года в интеллигентной английской католической семье.
Окончил частную католическую школу ораторианцев (The Oratory School) на Хагли-роуд в Эджбастоне (Edgbaston), районе Бирмингема. В школьные годы осознал призвание к священству и монашеству. Учился в университетах Анже, Праги, Зальцбурга и Рима. Окончил Институт востоковедения в Риме в 1922 году.
Был полиглотом.
В 1922 году стал послушником в бенедиктинском католическом монастыре Святого Михаила в Фарнборо близ Лондона. В 1926 году переехал в бенедиктинский католический монастырь Шеветонь, где стал монахом, а затем получил сан священника. 
В 1932 году он отправился в русский Пантелеимонов монастырь на Афоне. Бальфур хотел ознакомиться с библиотекой с целью исследования некоторых рукописей для изучения межконфессиональной полемики. Первым, кого Бальфур встретил в обители, был святой старец Силуан Афонский. По словам  монахини Силуаны (Надежды Андреевной Соболевой; 1899—1979) после встречи со старцем Силуаном Бальфур принял решение перейти в православие. Дэвид начал переписку с монахом Софронием (Сахаровым), учеником Силуана Афонского. При поддержке Силуана и Софрония Бальфур перешёл в православие. 12 сентября 1932 года в Вильно митрополит Виленский Елевферий (Богоявленский), управляющий Западно-Европейскими приходами Русской церкви, принял Дэвида в церковь с признанием священнического сана. Бальфур стал священником в кафедральном храме Трёх Святителей Русской православной церкви в Париже. Настоятель храма архиепископ Вениамин (Федченков) принял постриг Дэвида Бальфура в монахи под именем Димитрий. Его духовником стал старец Силуан.
Отец Димитрий сопровождал архиепископа Вениамина (Федченкова) в поездке в США в 1933 году в качестве секретаря и переводчика.
По возвращении из США провёл шесть месяцев в Лондоне с целью создания прихода.
Осенью 1935 года вернулся на Афон и провёл там шесть месяцев в отшельничестве. Святогорцы не приняли Бальфура, не признавали его крещения и священнического сана. Греческие гражданские власти вынудили отца Димитрия покинуть Афон.
Силуан Афонский советовал отцу Димитрию вернуться в Париж, а затем в Англию. Однако отец Димитрий порвал с духовником и решил остаться в Афинах. Он прекратил переписку с отцом Софронием. Его приняли в монастырь Пендели в пригороде Афин, поставили духовником. Окончил Афинский университет с отличием. Возведён в сан архимандрита.
В 1937 году отец Димитрий назначен настоятелем храма при больнице «Эвангелизмос» в Афинах, где сблизился с королём Георгом II, высокопоставленными военными и политиками, в частности начальником генштаба Александросом Папагосом и министром Александросом Коризисом. Стал духовником королевской семьи.
Преподавал в Афинском университете.
18 апреля 1941 года Дэвид Бальфур покинул Афины (27 апреля немецкие войска заняли столицу). 
Эвакуирован в Каир. В Каире делил квартиру в тени мечети Ибн Тулуна с такими же эксцентричными британцами: писателем и путешественником Патриком Кинроссом, и дипломатом и учёным Эдди Гаторн-Харди. Под влиянием Кинросса, приходившегося ему двоюродным братом и служившим консультантом пресс-службы в британском посольстве, Бальфур обратился за работой в консульство. В 1941—1943 гг. служил в разведке Вооружённых сил Великобритании в Каире. Получил звание майора. 13 сентября 1943 года назначен вторым секретарём британского посольства в греческом правительстве в изгнании в Каире. Лауреат Нобелевской премии по литературе, поэт Йоргос Сеферис в опубликованном посмертно «Политическом дневнике» писал о периоде, когда он был пресс-атташе министерства иностранных дел греческого правительства в изгнании в Каире:
Наши войска получают приказы от генерала Пэджета, а мы от мистера Бальфура, бывшего афонского монаха, бывшего православного отца с большой бородой, бывшего майора «разведки» с маленькими гитлеровскими усами. И даже не доверяет нам перевод. Бедная Греция.
Затем, после Освобождения вернулся в Афины в статусе второго секретаря британского посольства в греческом правительстве. 16 января 1945 года при бомбардировке авиацией ВМС США японского концентрационного лагеря Стэнли в районе Стэнли в Гонконге погибли 14 граждан стран антигитлеровской коалиции. Среди погибших — офицер британской администрации Стивен Фрэнсис Бальфур (Stephen Francis Balfour; 1905—1945), брат Дэвида Бальфура. После трагедии Бальфур возобновил переписку с отцом Софронием.
20 февраля 1945 года повышен до первого секретаря британского посольства в греческом правительстве. Бальфур участвовал в декабрьских событиях, Варкизском соглашении, назначении архиепископа Афинского Дамаскина «регентом» и отставке премьер-министра Георгиоса Папандреу. Бальфур был советником командующего 3-м корпусом Британской армии Рональда Скоби и британского посланника в Греции Рекса Липера, сыгравших важную роль в гражданской войне в Греции. В 1947 году покинул Грецию.
После эвакуации главы иерусалимского офиса MI6 Найджела Клайва (Nigel David Clive; 1917—2001), назначен вместо него главой резидентуры и 20 мая 1947 года переведён в Тель-Авив первым (восточным) секретарём британского посольства. Там он находился под постоянным и враждебным наблюдением израильской разведки Моссад до 24 января 1951 года, когда назначен генеральным консулом в Измире.
В 1952 году писательница Фрейя Старк и Бальфур совершили прогулку из Измирского залива вдоль юго-западного побережья Малой Азии на его моторно-парусной лодке Elfin водоизмещением 5 т, построенной в Лондоне. Бальфур вышел на лодке из Измира, а Фрейя и его жена Луиза присоединились к нему в Чешме. Фрейя Старк вела дневник, который стал основой опубликованной в 1956 году книги «Ликийский берег» (The Lycian Shore), посвящённой «Elfin и её владельцу с благодарностью». Впервые встретившись с Бальфуром и его семьёй в Измире, Старк написала в дневнике:
Он прошёл через несколько религий, и теперь он секуляризованный, придя к выводу, что мир — это просто одна из ошибок Бога. У него очаровательная дочурка, а жена непреклонна, преданна, ненавидит беспорядок и античность, у неё очаровательная улыбка. Он говорит мне, что война освободила его от монашеской жизни как раз вовремя.
1 мая 1955 года назначен генеральным консулом в Генуе, 15 февраля 1960 года — генеральным консулом в Женеве.
11 июня 1960 года стал командором ордена Британской империи.
В 1962 году Бальфур, в то время служивший в Женеве, вновь встретился с отцом Софронием, к тому времени игуменом патриаршем ставропигиальном Свято-Иоанно-Предтеченском монастыре в графстве Эссекс в Англии. После этого он обратился к митрополиту Корсунскому Николаю (Ерёмину), Экзарху Московской патриархии в Западной Европе с просьбой принять обратно в Церковь как мирянина. Поддерживал отношения с духовником, отцом Софронием в форме частых личных встреч.
26 марта 1963 года назначен начальником отдела переводов Форин-офиса.
Умер после продолжительной болезни 11 октября 1989 года. Похоронен на кладбище Вулверкот. Супругов похоронили в одной могиле. Гравировка на надгробной плите гласит:
Дэвид Бальфур 
1903—1989 
Монах Дипломат 
Учёный 
и его жена 
Луиза урождённая фон Цедлиц 
1906—1994
Оригинальный текст (англ.)David Balfour 
1903–1989 
Monk Diplomat 
Scholar 
and his wife 
Louise née von Zedlitz 
1906–1994

## Личная жизнь
В 1948 году женился на Луизе фон Цедлиц (Louise von Zedlitz; 1906—1994), дочери новозеландского профессора Джорджа Уильяма фон Цедлица. У пары родилась дочь.

## Переписка с отцом Софронием
Подлинники писем Дэвида Бальфура к отцу Софронию хранятся в архиве патриаршего ставропигиального Свято-Иоанно-Предтеченского монастыря в графстве Эссекс в Англии. Подлинники 40 писем, написанных в 1932—1936 и 1945—1947 годах отцом Софронием Дэвиду Бальфуру, подарены в 1993 году его вдовой Американской школе классических исследований в Афинах и хранятся в архиве Геннадиевской библиотеки в Афинах. Письма опубликованы на русском языке в книге «Подвиг богопознания».